# Вальдемар IV (король Данії)
Вальдемар IV Аттердаг (дан. Valdemar Atterdag, епітет означав «Повернення дня»; 1320 — 20 жовтня 1375) — король Данії (1340—1375), герцог Естонії (1340—1346). Возз'єднав Данію після періоду безкоролів'я (1332—1340).

## Життєпис

### Молоді роки
Походив з династії Естрідсенів. Син Хрістофера II, короля Данії, та Евфемії Померанської. Після загибелі батька у 1332 році був змушений втікати з країни. Замолоду жив при дворі імператора Людовика IV. Весь цей час Вальдемар готував ґрунт для повернення батьківської спадщини. У 1340 році було вбито Герхарда III, графа Гольштейну, який фактично керував Данією. Того ж року Вальдемар став новим королем, оголосивши у 1341 році амністію. Втім він зіткнувся з низкою проблем — могутністю знаті, загрозою з боку графства Гольштейн, а також банкрутством корони.
Для покращення ситуації він одружився з представницею з роду герцогів Шлезвігу, за яку отримав гарне вíно. До того ж підвищив податки, заклав деяке майно, взяв позику у католицької церкви, а також відмовився від данської Естонії на користь Тевтонського ордену за 19 тисяч марок сріблом. Усе це дозволило погасити борги й зрештою повернути до 1344 року значні території південної Ютландії та Зеландії. Деякі замки, зокрема Калуннборг і Зеборг, Вальдемар IV узяв силою.

### Зовнішня політика
Після зміцнення свого становища в країні. король вирішив розширити вплив Данії на Балтиці. Для цього здійснив у 1345 році хрестовий похід проти Литви, але він завершився безрезультатно. У 1346 році Вальдемар IV продовжив боротьбу по поверненню данських земель, зокрема важливого замку Вордінборг у Зеландії. Протягом 1346—1347 року йому вдалося повернути собі замки Ниборг, Вордінборг, а також східну частину острова Фюн.
За договором від 29 серпня 1346 року Вальдемар продав за 19 тисяч марок срібла Князівство Естонію Великому магістру Тевтонського ордена Генріху Дуземеру, який незабаром передав її ландмейстеру Тевтонського ордена в Лівонії Госвін фон Херіку. На виручені за продаж Естонії гроші Вальдемар повернув собі багато доменів данської корони. Проте, навіть після продажу королі Данії продовжували носити титул герцога Естонії.
Планам подальшого розширення могутності Данії заважали постійні повстання селян, невдоволених великими податками. До того ж у 1349 році пройшла пандемія чуми («Чорна смерть»), яка значно зменшила чисельність населення. Втім Вальдемар IV відмовився знизити податки, водночас скористався смертю багатьох представників знаті, щоб приєднати їх володіння до королівських. У 1349 році надав допомогу Людвігу, маркграфу Бранденбургу, проти самозванця Псевдовальдемара. До 1353 року остаточно врегулював стосунки з графами Гольштейну.
У 1354—1358 роках Вальдемару IV довелося боротися із повстаннями знаті та чолі із Нільсом Бунге, та графством Гольштейн. Зрештою король зумів здолати цих своїх ворогів. У 1360 році втрутився у суперечку Магнуса III, короля Швеції, із сином Еріком, герцогом Седерманландським. Завдяки цьому Вальдемар IV зумів захопити провінцію Сконе, Ґалланд, Блекінге.
У 1361 році захопив острови Еланд та Готланд з місто Вісбю. Цим викликав війну із Ганзою. Проте Данія виявилася підготовленою й зуміла завдати поразки ганзейцям. Водночас знову втрутився у справи Швеції, змусивши укласти шлюб своєї доньки Маргарити із спадкоємцем шведського трону Гоконом. У відповідь знать Швеції обрала новим королем Альбрехта Мекленбурзького, скинувши Магнуса III з трону. Новий король Швеції уклав угоду з Ганзою проти Вальдемара IV. Боротьба тривала з перемінним успіхом до 1368 року, коли Данія зазнала нищівної поразки. Вальдемар IV вимушений був укласти мир з Ганзою, згідно з яким поступався фортецею Гельсінборг на 15 років, надав привілеї у торгівля, погодився на участь Ганзи при обранні нового короля Данії. Втім Вальдемар IV зміг зберегти усі свої завоювання, включно з Готландом. Остаточно ці умови були затверджені у 1370 році у Штральзунді.
Після завершення війни із зовнішніми ворогами Вальдемар IV стикнувся з новими повстаннями селян та знаті. Король Данії почав збирати сили для придушення їх, втім раптово помер 20 жовтня 1375 року.

## Родина
Дружина — Гельвіга (д/н—1374), донька Еріка II, герцога Шлезвігу.
Діти:
- Крістофер (1344—1363)
- Маргарет (1345—1350)
- Інгеборга (1347—1370), дружина Генріха III, герцога Мекленбург-Шверіну
- Катерина (1349)
- Вальдемар (1350)
- Маргарита (1353—1412)